# Walter Guyton Cady
Walter Guyton Cady (Providence, 10 dicembre 1874 – East Providence, 9 dicembre 1974) è stato un fisico e ingegnere statunitense, fu un pioniere della piezoelettricità e nel 1921 sviluppò il primo oscillatore al quarzo.

## Biografia
Cady nacque a Providence, Rhode Island, si laureò alla Brown University nel 1895 e studiò all'Università di Berlino dal 1897 al 1900, conseguendo il dottorato di ricerca in fisica nel 1900.
Dopo aver notato che un cristallo di quarzo collegato a un oscillatore elettronico a frequenza variabile vibrava intensamente a una frequenza ben specifica, ma che ad altre frequenze non vibrava affatto, ebbe l'intuizione di applicare gli oscillatori a cristallo alle applicazioni a radiofrequenza.
Nel 1921 Cady progettò il primo circuito per il controllo delle frequenze basato su un risonatore a cristallo di quarzo, e ottenne due brevetti fondamentali sui risonatori e sulle loro applicazioni alla radio nel 1923. Cady si rese rapidamente conto che tali circuiti potevano essere utilizzati come standard di frequenza, nel 1922 pubblicò un articolo all'IRE su questa applicazione,e nel 1923 effettuò il primo confronto internazionale diretto degli standard di frequenza confrontando i suoi risonatori al quarzo con gli standard di frequenza in Italia, Francia, Inghilterra e Stati Uniti. Cady fu presidente dell'Institute of Radio Engineers nel 1932.
Cady detenne più di 50 brevetti e fu l'inventore dell'oscillatore controllato da cristallo, del filtro a cristallo a banda stretta altamente selettivo, uno dei principali teorici della ferroelettricità nei cristalli e uno storico della scienza dei cristalli piezoelettrici. Ricevette lauree honoris causa dalla Brown University nel 1938 e dalla Wesleyan University nel 1958. I suoi documenti sono archiviati presso lo Smithsonian Institution e la Rhode Island Historical Society.